# Villalonso
Villalonso is een gemeente in de Spaanse provincie Zamora in de regio Castilië en León met een oppervlakte van 14,90 km². Villalonso telt 96 inwoners (1 januari 2016).

## Demografische ontwikkeling

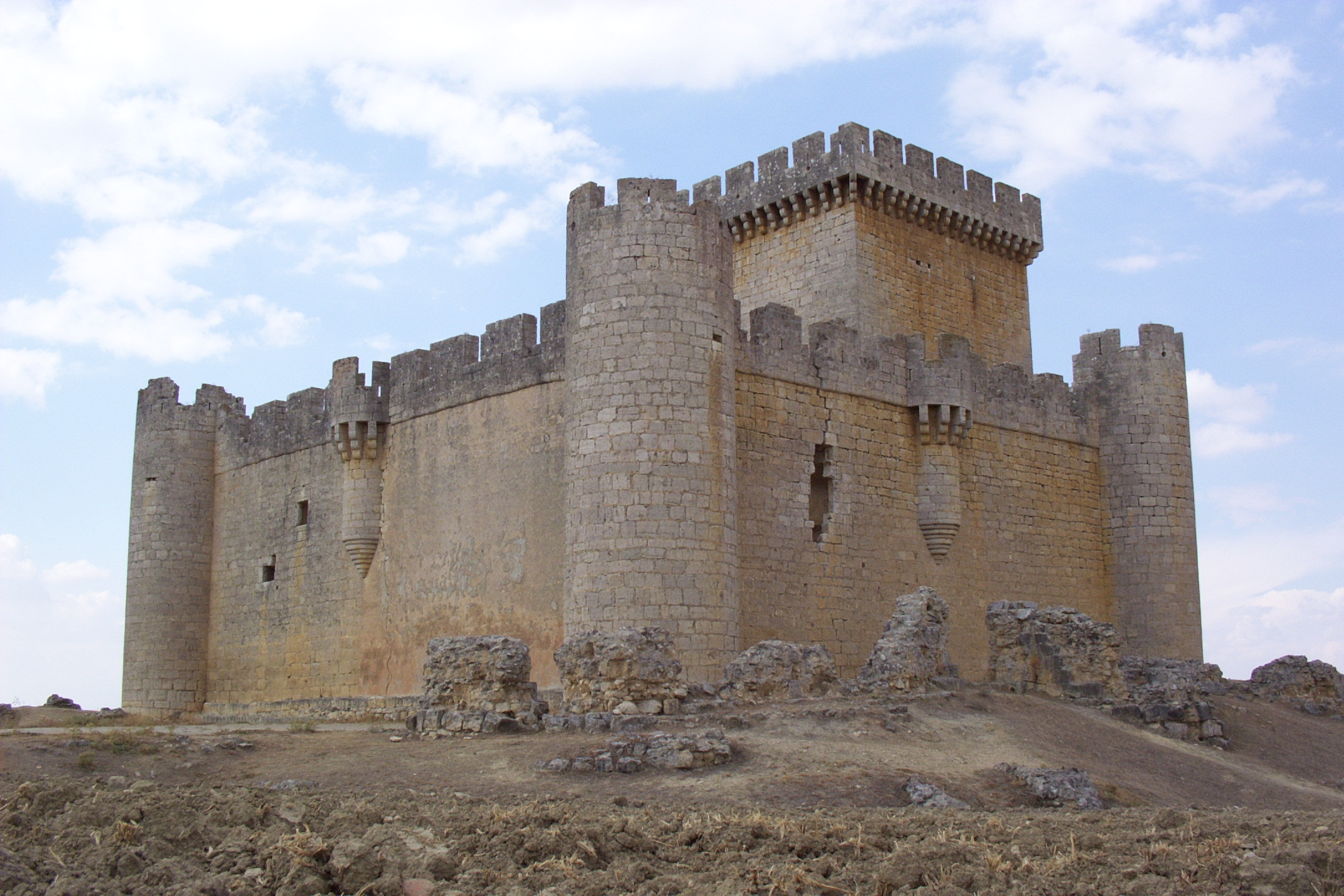

Bron: INE, 1857-2011: volkstellingen